# Vascões
Vascões ist eine Gemeinde (Freguesia) im nordportugiesischen Kreis Paredes de Coura.

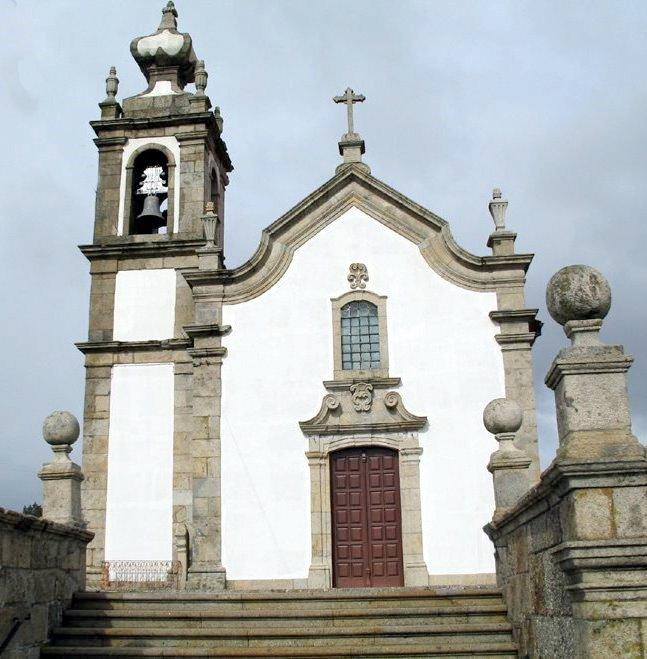
Kirche von Vascões

 In ihr leben 218 Einwohner (Stand 19. April 2021).